# استپنویه اوزرو (سرزمین آلتایی)
استپنویه اوزرو (انگلیسی: Stepnoye Ozero, Altai Krai) یک شهرک در شهرستان بلاگووشچنسکی سرزمین آلتایی کشور روسیه است.